# Matthieu Sans
Matthieu Sans (Tolone, 16 giugno 1988) è un ex calciatore francese, di ruolo difensore.

## Carriera
Nella stagione 2012-2013 ha disputato 6 incontri in Ligue 1 con il Bastia.

## Palmarès

### Club

#### Competizioni nazionali
- Championnat National: 1

Bastia: 2010-2011
- Campionato francese di seconda divisione: 1

Bastia: 2011-2012